# Liam Lindsay
Liam Lindsay est un footballeur écossais, né le 12 octobre 1995 à Paisley, en Écosse. Il évolue au Preston North End au poste de défenseur.

## Biographie
Il réalise ses débuts avec l'équipe première de Partick Thistle lors de la saison 2012-2013. Afin de gagner du temps de jeu, il est prêté en 2014 à Alloa, club de deuxième division, puis en 2015 à Airdrie, équipe de troisième division.
Il s'impose comme titulaire en première division avec l'équipe de Partick Thistle lors de la saison 2015-2016.
Le 22 juin 2017, il rejoint Barnsley.
Le 25 juin 2019, il rejoint Stoke City.
Le 1er février 2021, il est prêté à Preston North End.
Le 9 juin 2021, il rejoint Preston North End.

## Palmarès

### En club
- Barnsley
  - Vice-champion de League One (D3) en 2019

### Distinctions personnelles
- Membre de l'équipe-type de Scottish Premier League en 2017